# Bien privé
En économie, un bien privé (ou bien privatif) est un bien rival et excluable.

## Définition
La possession d'un bien privé signifie que seul le propriétaire de ce bien (personne physique ou morale) peut déterminer quel peut être l'usage qui peut être fait de celui-ci. La rivalité d'un bien est le fait que la consommation d'un bien par une personne empêche quelqu'un d'autre de le consommer également. De plus, un bien est dit excluable si certaines personnes peuvent se faire restreindre l'accès à ce bien.
Contrairement aux biens publics, les biens privés sont moins enclins à avoir des problèmes de passager clandestin.

## Les différents types de bien
|           | Excluable     | Non-excluable |
| --------- | ------------- | ------------- |
| Rival     | Biens privés  | Biens communs |
| Non-rival | Biens de club | Biens publics |

Exemples :
- bien privé : une pomme, parce qu'il faut payer pour en avoir (excluable) et que si je la mange, alors quelqu'un d'autre ne pourra pas la manger (rival).
- bien de club : un abonnement à une chaîne de télévision cryptée, parce qu'il faut payer pour y avoir accès (excluable) mais le fait que je la regarde n'empêche pas quelqu'un d'autre de la regarder (non-rival).
- bien commun : les ressources halieutiques, car tout le monde a le droit d'aller à la mer (non-excluable) mais le poisson que je pêche ne pourra pas être pêché par quelqu'un d'autre (rival).
- bien public : la défense nationale puisque tout le monde est défendu sans avoir à payer spécifiquement pour cela (non-excluable) et le fait que je sois défendu par l'armée n'empêche pas quelqu'un d'autre de l'être (non-rival).